# Smeringopus similis
Smeringopus similis är en spindelart som beskrevs av Kraus 1957. Smeringopus similis ingår i släktet Smeringopus och familjen dallerspindlar.
Artens utbredningsområde är Namibia. Inga underarter finns listade i Catalogue of Life.